# Rigatoni

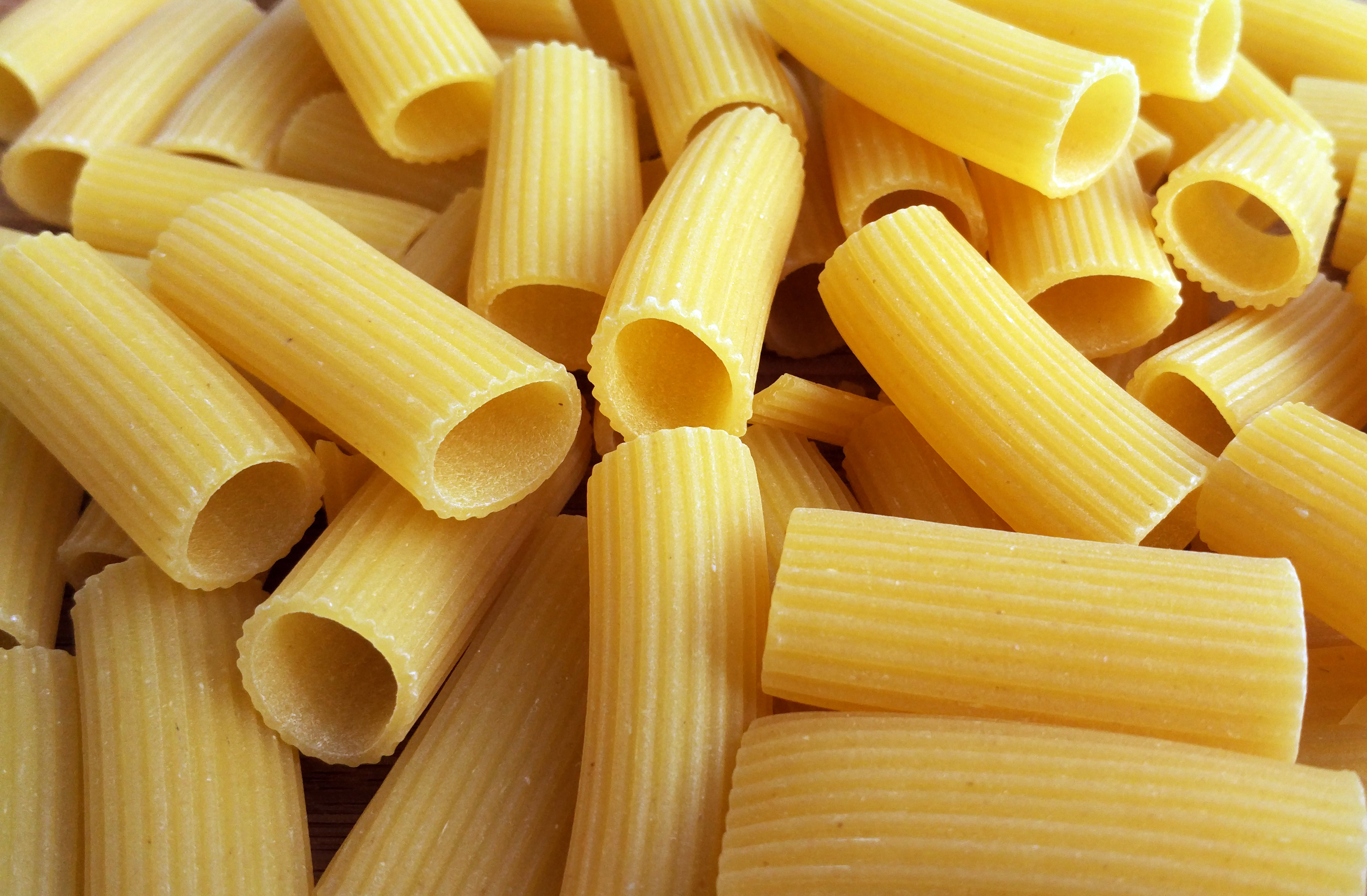
Rigatoni produzido pela Barilla.

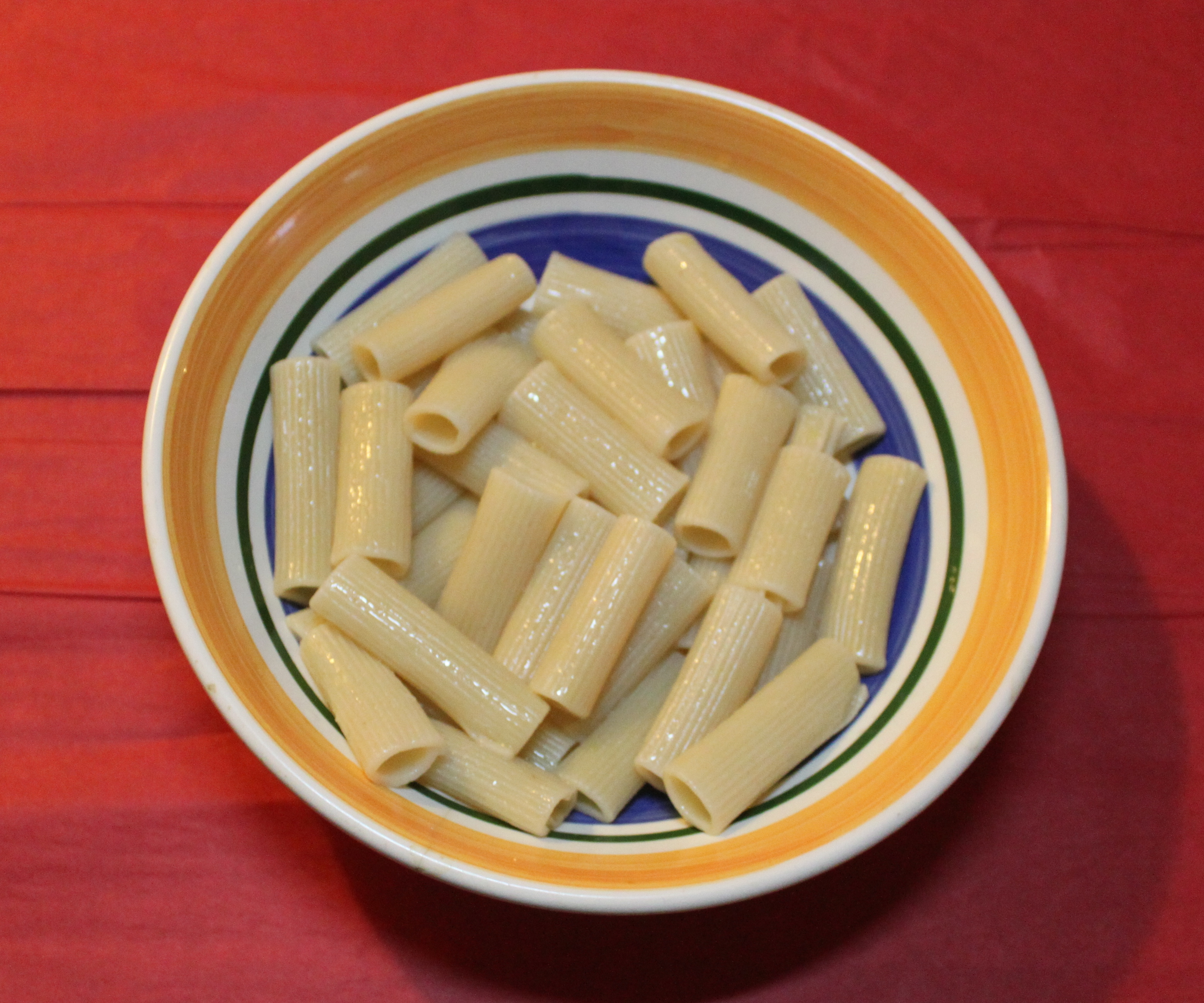
Rigatoni cozido

Rigatoni [riɡaˈtoːni] são um tipo de massa alimentícia de vários comprimentos e diâmetros com origens na Itália. São maiores que penne e ziti e às vezes são ligeiramente curvados, ainda que nem tanto quanto alguns tipos de macarrão em formato de cotovelo. Rigatoni geralmente têm raias ao longo do comprimento, às vezes em espiral e diferentemente do penne e de forma igual aos ziti, as pontas são cortadas de forma reta (perpendicular) ao tubo, em vez de o serem diagonalmente.
A palavra rigatoni vem do termo italiano rigato (rigatone como aumentativo e rigatoni como plural), significando, dentre outras coisas, "raiado", e sendo associado às culinárias regionais da Itália central e meridional. Rigatoncini são uma versão menor, semelhante aos penne. O nome forma-se através do sufixo diminutivo -ino (plural -ini) para indicar seu tamanho relativo.
Rigatoni é um formato de massa particularmente favorito no sul da Itália, especialmente na Sicily. Seu formato mais enrugado garante maior aderência aos molhos e ao queijo ralado que a superfície lisa de massas como a ziti.